# Julius Jordan
Pour les articles homonymes, voir Jordan.
Julius Jordan (Cassel, 27 octobre 1877-Berlin, 2 février 1945) est un archéologue et orientaliste allemand.

## Biographie
Après avoir terminé ses études au lycée Guillaume de Cassel (de), il part au printemps 1896 étudier l'architecture à l'ancien département de construction de l'école supérieure technique de Dresde. À Dresde, il devient membre de l'association de chanteurs Erato. Après avoir terminé ses études vers 1902, il travaille d'abord comme chef de chantier gouvernemental à Chemnitz. Grâce à Walter Andrae, il fut impliqué dans les fouilles allemandes à Assur en 1904 et reste huit ans à ce poste. Entre-temps, il obtient son doctorat en 1910 sous la direction de Cornelius Gurlitt à Dresde. Il soutient sa thèse Konstruktionselemente assyrischer Monumentalbauten (Éléments de construction des bâtiments monumentaux assyriens) avec mention. Il dirige celles d'Uruk et révèle la proto- et la préhistoire du site (1913).
En 1927, en compagnie d'Andrae, il fouille la ville sumérienne de Sippar. Son projet de réouverture du chantier de Warka-Uruk, présenté avec Andrae à la Notgemeinschaft der deutschen Wissenschaft (de), est accepté en 1928. Il dirige alors les opérations jusqu'en 1931, explorant la zone sacrée d'Eanna, déblayant la ziggourat et dégageant la zone consacrée à Anu et Antu (en).
Il devient en 1931 directeur du musée de Bagdad, poste qu'il conservera jusqu'en 1939.

## Travaux
- Konstruktionselemente assyrischer Monumentalbauten, 1910
- Uruk-Warka nach den Ausgrabungen durch die Deutsche Orientgesellschaft, avec C. Preusser, 1928
- Erster vorläufiger Bericht über die von der Notgemeinschaft der deutschen Wissenschaft in Uruk-Warka unternommenen Ausgrabungen, 1930
- Die Ausgrabungen der Notgemeinschaft der Deutschen Wissenschaft in Uruk-Warka 1930/1931, 1933
- A guide through the ruins of Babylon and Borsippa, 1937
- Der nahe Osten, 1942